# Ane Cathrine Andersdatter
Ane Cathrine Andersdatter (20. oktober 1829 i Karrebæk - 21. december 1861 på Rødovre Mark) var den sidste kvinde, der blev henrettet i Danmark, og den eneste kvinde henrettet i Danmark siden enevældens afskaffelse.
Hun blev for mord på sine tre børn født uden for ægteskab henrettet ved halshugning på Rødovre Mark, nord for Damhuskroen ved den nuværende Annexgårdsvej i villakvarteret Søtorp. Af de fire børn hun fik fra 1853 til 1861 med tre forskellige mænd, druknede hun de tre kort tid efter fødslen.

## Første barn
Som tjenestepige på en gård i Herlufmagle blev Ane Cathrine gravid med forpagteren. D. 8. januar 1853 fødte hun en datter på Fødselsstiftelsen i København. Hun var 23 år, og barnets far var taget til Sverige uden hende og uden at ville betale underhold. Hun tog så barnet og gik ud ad Roskilde landevej efter at have foregivet, at pigen skulle sættes i pleje i Ringsted. Ved en gård på Vigerslev Mark satte hun sig i grøftekanten og ammede sin datter, da det faldt hende ind, at hun nemt kunne drukne hende i det iskolde grøftevand. Derefter gravede hun hende ned på marken. Barnet blev aldrig fundet. Ane Cathrine fik derimod en ny start, og sommeren 1854 tjente hun på gården Barfredshøj i Ramsø.

## Andet barn
Ane Cathrine var allerede gravid med en tjenestekarl, da han brød sit ægteskabsløfte. D. 3. april 1855 fødte hun en dreng, men skulle begynde i nyt arbejde kun tre uger senere. Det gik ikke med et spædbarn. Hun tænkte først på at bede barnets far om hjælp og gik ud til Rødovre, hvor han tjente på en gård. Men han havde været så hård ved hende, at hun ikke turde, men gik tilbage til en brønd, hun havde lagt mærke til på hjørnet af Rødovrevej og Rødager Allé. Hun smed barnet i brønden, og gik straks videre. En måned senere blev liget fundet, men politiet fandt ingen spor og måtte henlægge sagen.

## Tredje barn
I 1856 fødte Ane Cathrine sit tredje barn, igen med en tjenestekarl. Denne tog barnet med hjem til sin mor, så drengen voksede op hos sin farmor. Noget giftermål blev det derimod ikke til,
men alligevel var hun gravid igen i 1861. Denne gang vidste karlen det imidlertid ikke. Ane Cathrine tav om sagen, og rejste 1. februar til København, hvor hun d. 15. februar fødte en søn hos en familie i Borgergade, som hun blev henvist til af Fødselsstiftelsen. Til barnets far skrev hun, at hun var i Karrebæk for at passe sin syge mor.

## Fjerde barn
I starten af marts fortalte hun sine værtsfolk i Borgergade, at hendes mor havde sendt besked om, at barnet kunne komme i pleje hos en husmandsfamilie i Karrebæk. D. 5. marts tog hun afsted med babyen, først til Frederiksberg Have for at drukne ham i en af kanalerne. Der var dog for mange mennesker, så hun fortsatte ud til Damhussøen. Dér var også for mange, men hun kom i tanker om brønden ved hjørnet af Rødovrevej og Rødager Allé, hvor hun havde druknet sit andet barn. Foreløbig var der for mange ude; men da det blev mørkt, smed hun barnet i brønden og vendte tilbage til sit logi i Borgergade, hvor hun fortalte, at drengen var blevet hentet i Ringsted som aftalt.
D. 30. marts 1861 blev den døde baby fundet, og denne gang fandt politiet frem til Ane Cathrine, som var set i området. Hun aflagde straks fuld tilståelse, og under afhøringerne kom det også frem, at hun havde slået to af sine andre børn ihjel. Otte af de ti højesteretsdommere indstillede hende til benådning, som det var blevet sædvane, og også med tanke på hendes umulige situation som tyende, hvor hun som enlig mor ikke kunne forsørge børn; hendes arbejdsgiveres gode skudsmål; og ikke mindst at hun havde fortrudt og søgt trøst i sin tro. Hun sagde hele tiden, at hun elskede sine børn, men mente ikke, hun kunne forsørge dem ved andet end prostitution, eller give dem bort eller ende på fattiggården. Frederik 7. stadfæstede alligevel dommen efter ønske af justitsministeren; den oprørte folkemening forlangte også dødsstraf. Dog skulle Ane Cathrines hoved ikke sættes på stage, som man tidligere brugte.
Den dømte var rolig helt til det sidste, og da hun i morgentågen var blevet kørt til retterstedet på Rødovre Mark, hvor mange var mødt frem, besteg hun roligt skafottet, bad en lille bøn, lagde sit halstørklæde i lommen, og sit hoved på blokken. Skarpretteren lod sin økse falde. Den døde blev mod sædvane lagt i en sortmalet kiste i stedet for den sædvanlige flade kiste af uhøvlede brædder.